# Скадовський район
Скадовський район (Скадовщина) — район Херсонської області в Україні, утворений 2020 року. Адміністративний центр — місто Скадовськ.

## Історія
Район створено відповідно до постанови Верховної Ради України № 807-IX від 17 липня 2020 року. До його складу увійшли: Голопристанська, Скадовська міські, Каланчацька, Мирненська, Лазурненська селищні, Бехтерська, Долматівська, Чулаківська, Новомиколаївська сільські територіальні громади.
Раніше територія району входила до складу Скадовського (1923—2020), Голопристанського, Каланчацького районів, ліквідованих тією ж постановою.